# Phaedrotoma denticlypealis
Phaedrotoma denticlypealis är en stekelart som beskrevs av Van Achterberg och Salvo 1997. Phaedrotoma denticlypealis ingår i släktet Phaedrotoma och familjen bracksteklar. Inga underarter finns listade i Catalogue of Life.